# Los Almogávares
Los Almogávares fou una organització juvenil aragonesa, creada el 1936 com branca juvenil d'Estado Aragonés, com a successora de les Juventudes Aragonesistas. El seu cap fou Ángel Alcubierre.
El març de 1936 van promoure la iniciativa de la celebració d'un congrés de joventuts d'esquerra d'Aragó, a fi d'aconseguir un Estatut d'Autonomia. La proposta va ser recollida posteriorment per Unió Republicana, qui va plantejar la seva extensió als partits del Front Popular, i va desembocar en la celebració del Congrés Autonomista de Casp el maig de 1936. Després de la guerra civil espanyola foren dissoltes.